# Gynacantha bayadera
Gynacantha bayadera là loài chuồn chuồn trong họ Aeshnidae. Loài này được Selys mô tả khoa học đầu tiên năm 1891.